# Gaby Minneboo
Gabriel „Gaby“ Minneboo (ur. 12 czerwca 1945 w Veere) – holenderski kolarz torowy i szosowy, ośmiokrotny medalista torowych mistrzostw świata.

## Kariera
Pierwszy sukces w karierze Gaby Minneboo osiągnął w 1964 roku, kiedy zwyciężył w holenderskim kryterium Acht van Chaam. Na torowych mistrzostwach świata w Marsylii w 1972 roku zdobył brązowy medal w wyścigu ze startu zatrzymanego amatorów, ulegając jedynie Horstowi Gnasowi z NRD i Jeanowi Breuerowi z RFN. Taki sam wynik Holender uzyskał na mistrzostwach świata w San Sebastian w 1973 roku (był trzeci za Gnasem i Rainerem Podleschem z RFN) oraz podczas mistrzostw świata w Amsterdamie w 1979 roku (wyprzedzili go tylko jego rodak Mattheus Pronk i Belg Guido Van Meel). Ponadto Minneboo w tej samej konkurencji zwyciężał na: MŚ w Liège (1975), MŚ w Lecce (1976), MŚ w San Cristóbal (1977), MŚ w Besançon (1980) oraz MŚ w Leicester (1982). Trzykrotnie zdobywał medale mistrzostw kraju, jednak nigdy nie wystąpił na igrzyskach olimpijskich.